# Requiem - Mezzo Forte
Requiem - Mezzo Forte è un album della band symphonic/doom metal Virgin Black e pezzo centrale di una trilogia di dischi. L'album è stato pubblicato il 3 aprile 2007 in Nord America con la casa discografica The End Records e il 13 aprile 2007 in Europa con la Massacre Records.

## Il disco
Il primo brano che apre l'album è Requiem, Kyrie, ed è totalmente sinfonico ma non difetta di potenza e incisività. Si passa poi attraverso la decadente In death, caratterizzata da vocalizzi, cori sepolcrali, ansimanti arpeggi violinistici e una batteria marziale, e attraverso Midnight's Hymn, versione rivisitata di Drink the Midnight Hymn presente in Sombre Romantic in un costante crescendo di intensità. La lunga …And I am Suffering, caratterizzata da un incedere lento ma ridondante, viene seguita da Domine, che presenta il canto in growl e un martellamento di batteria nella sua parte finale. Segue la solenne Lacrimosa (I Am Blind With Weeping), ove sinfonie violinistiche, riff pesanti e un assolo fanno da sfondo a imponenti cori e a un duetto Rowan-Susan. Questo primo capitolo si chiude con Rest Eternal, una preghiera al Signore per avere l'eterno riposo, che si ricollega al motivo iniziale del concept, riprendendone anche i versi.

## Tracce
1. Requiem, Kyrie
2. In Death
3. Midnight's Hymn
4. …And I am Suffering
5. Domine
6. Lacrimosa (I am Blind With Weeping)
7. Rest Eternal

## Formazione
- Rowan London - voce, pianoforte, tastiere
- Samantha Escarbe - chitarra, violoncello
- Grayh - basso, voce
- Luke Faz - batteria